# Сикорский, Сергей Иванович
Серге́й Ива́нович Сико́рский (29 августа (11 сентября) 1907 года, Бобруйск — 28 апреля 1960 года, Минск) — советский партийный и военный деятель. Герой Советского Союза (1944).
В годы Великой Отечественной войны Сергей Сикорский — одним из организаторов и руководителей партизанского движения на оккупированной противником Витебской и Брестской областей Белорусской ССР.

## Биография
Родился 29 августа (11 сентября) 1907 года в Бобруйске ныне Могилёвской области Беларуси в семье рабочего. В 1929 году был призван в ряды РККА, в 1930 году был демобилизован. С того же года находился на партийной работе и вступил в ряды ВКП(б).
В 1937 году окончил Высшую коммунистическую сельскохозяйственную школу Белоруссии имени Ленина. В июне 1941 года был повторно призван в ряды РККА. В том же году окончил Высшие курсы политического состава.
В ноябре 1942 года был назначен на должность уполномоченного ЦК КП(б)Б по Брестской области, в апреле 1943 года — на должность командира Брестского партизанского соединения и одновременно на должность секретаря Брестского подпольного обкома КП(б)Б.

Могила Сикорского на Военном кладбище Минска.

Указом Президиума Верховного Совета СССР «О присвоении звания Героя Советского Союза белорусским партизанам» от 1 января 1944 года за «образцовое выполнение правительственных заданий в борьбе против немецко-фашистских захватчиков в тылу противника и проявленные при этом отвагу и геройство и за особые заслуги в развитии партизанского движения в Белоруссии» удостоен звания Героя Советского Союза с вручением ордена Ленина (№ 52532) и медали «Золотая Звезда» (№ 4049).
В июле 1944 года полковник вышел в запас.
В 1949 году окончил Высшую партийную школу при ЦК ВКП(б), после чего работал секретарём Барановичского обкома КПБ, заместителем министра сельского хозяйства Белорусской ССР, первым секретарём Могилёвского областного комитета КПБ, министром внутренних дел Белорусской ССР.
На XX—XXIV съездах КПБ избирался членом ЦК КПБ. Депутат Верховного Совета СССР 4-го и 5 созывов, Верховного Совета Белорусской ССР 3-го созыва.
Жил в Минске, где и умер 28 апреля 1960 года. Похоронен на Военном кладбище.

## Награды
- Медаль «Золотая Звезда»
- Орден Ленина
- Орден Красного Знамени
- Орден Суворова 2-й степени
- Орден Отечественной войны 1-й степени
- Три ордена Трудового Красного Знамени[2]
- Медали.

## Память
В честь Сергея Ивановича Сикорского названы улицы в Бобруйске и Бресте, Здитовская средняя школа в Берёзовском районе Брестской области, автошкола ДОСААФ в Бобруйске.
Ежегодно в Брестском государственном университете имени А. С. Пушкина проходит турнир по баскетболу на приз имени Героя Советского Союза С. И. Сикорского.
В Бобруйске установлен памятный знак в честь С. И. Сикорского на одноимённой улице.
В Бресте средней школе № 19 присвоено имя С. И. Сикорского. Школа расположена на улице Сикорского. Одна из экспозиций в школьном музее посвящена С. И. Сикорскому.